# Oldenlandia kamputensis
Oldenlandia kamputensis är en måreväxtart som beskrevs av Charles-Joseph Marie Pitard. Oldenlandia kamputensis ingår i släktet Oldenlandia och familjen måreväxter. Inga underarter finns listade i Catalogue of Life.